# 神奈川県道504号相模原停車場線

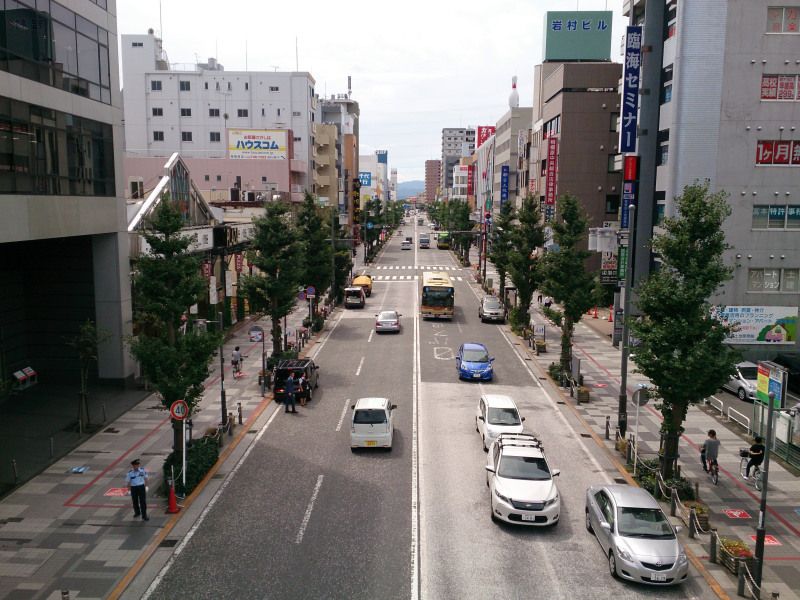
相模原駅前交差点付近

神奈川県道504号相模原停車場線（かながわけんどう504ごう さがみはらていしゃじょうせん）は、神奈川県相模原市における一般県道である。

## 概要
国道16号から相模原駅南口ロータリーに至る駅前のメーンロードで、道路の両側には商業・娯楽施設や飲食店が軒を並べており、さがみ夢大通りの愛称がつけられている。車道は全線片側2車線構造で、電線の地中埋設工事が完了している。
距離はわずか800m足らずであるが、国道16号を挟んだ延長上には県道503号が控え、さらに延長上をたどると愛川町半原まで約15kmも続いているため、中距離幹線道路の起点といえよう。

## 路線データ
- 陸上距離：0.8km
- 起点：神奈川県相模原市中央区相模原一丁目（市道、相模原駅前交差点）
- 終点：神奈川県相模原市中央区清新三丁目（国道16号、相模原駅入口交差点）
- 別称：さがみ夢大通り（全線）
- Google マップ

## 交通
バス路線は、神奈川中央交通の相模原駅南口発着路線の一部が走行し、2021年（令和3年）11月までは朝限定（6:30～8:30）で駅方面の右側1車線が「バス優先レーン」となっていた。

## 通過する自治体
- 神奈川県相模原市

## 主な接続路線
- 国道16号（神奈川県相模原市、相模原駅入口交差点）
- 神奈川県道503号相模原立川線（神奈川県相模原市、相模原駅入口交差点）